# Blauwe lupine
De blauwe lupine (Lupinus angustifolius) is een eenjarige plant die behoort tot de vlinderbloemenfamilie (Leguminosae of Fabaceae). De plant komt van nature voor in Zuid-Europa. De blauwe lupine wordt in Nederland nog sporadisch als groenbemester op zandgrond geteeld en soms in bermen ingezaaid. Het gewas stelt weinig eisen aan de grond en door de bittere smaak heeft het geen last van wildschade. Ook wordt een vrij lage pH nog goed verdragen. De plant heeft 2n = 40 chromosomen.
De plant wordt 30-60 cm hoog en heeft spaarzaam behaarde stengels. De handvormig samengestelde bladeren hebben vijf tot negen lijnvormige, tot 4 cm lange en 1,5 cm brede blaadjes.
De blauwe lupine bloeit van juni tot september met hemelsblauwe bloemen. De bloemen staan in een spiraal. De bovenlip van de kelk is tweespletig.
De zaden zijn donkergrijs met lichte vlekjes en zijn giftig voor vee.

## Voederlupine
Voor voederdoeleinden en voor menselijke consumptie zijn speciale rassen veredeld. Bitterstofarme rassen worden gebruikt als eiwitrijke groenvoeder voor het vee. Rassen met alkaloïdarme zaden worden verwerkt tot lupinemeel gebruikt voor menselijke consumptie. Ze bevatten ongeveer 25% vet en 40% hoogwaardig eiwit, waaronder de essentiële aminozuren methionine en tryptofaan.

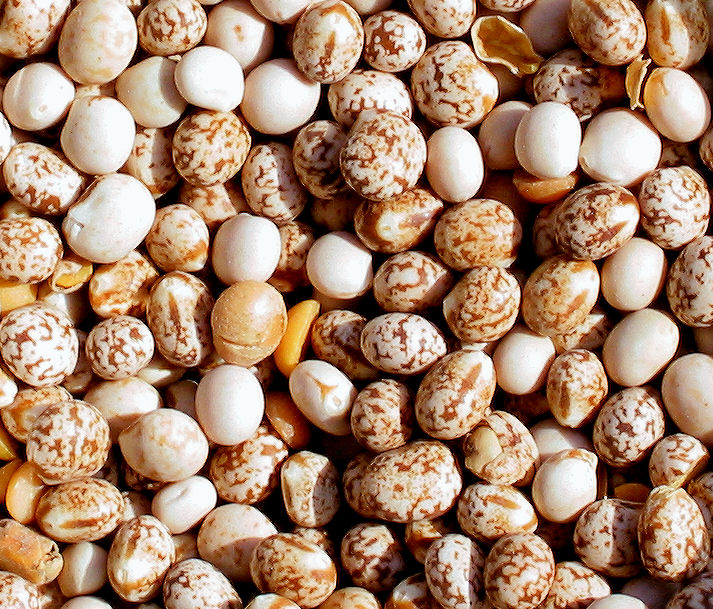
Zaden van voederlupine
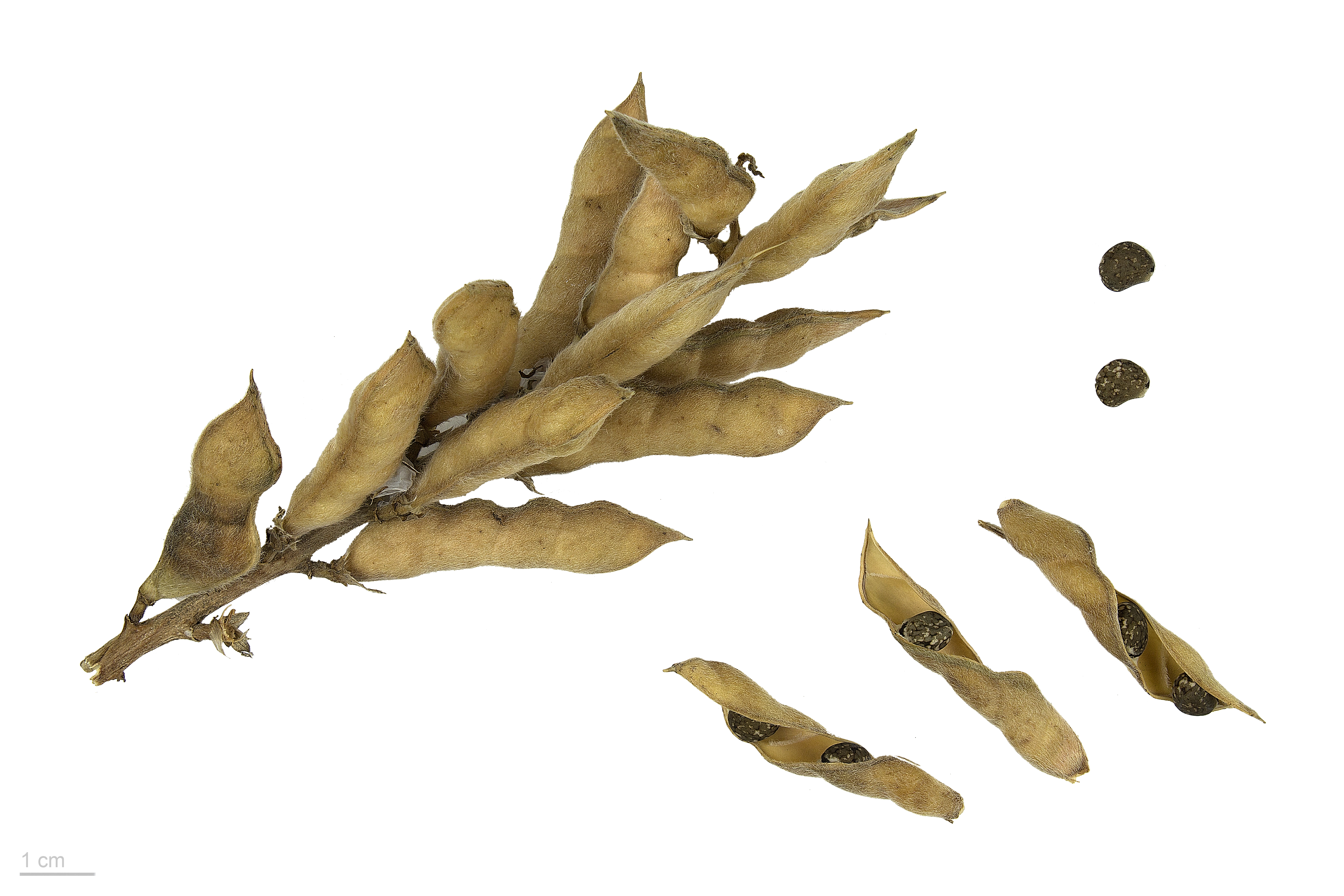
Vruchten en zaden

## Namen in andere talen
- Duits: blaue Lupine
- Engels: narrowleaf lupine, narrow-leafed lupin, blue lupin
- Frans: lupin bleu
- Spaans: lupinus, altramuz, lupín, lupino, tremoso

Voederlupine
- Duits: bitterstoffreie Lupine
- Engels: sweet lupin
- Frans: lupin doux
- Spaans: lupino